# Carrucata

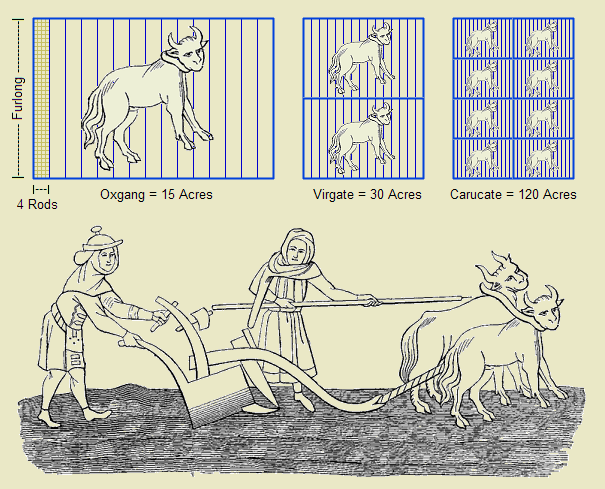
Antiche unità di misura agricole nell'Inghilterra medioevale

La carrucata o carucata (in latino medievale carrūcāta o carūcāta) era un'unità di superficie medievale che si avvicinava approssimativamente alla terra che una squadra di otto buoi poteva coltivare in una singola stagione annuale. Era conosciuta con diversi nomi regionali e rientrava in diverse forme di accertamento fiscale.

## Inghilterra
La carrucata prendeva il nome dall'aratro pesante carruca che iniziò ad apparire in Inghilterra alla fine del IX secolo. Potrebbe essere stato introdotto durante le invasioni vichinghe dell'Inghilterra. Era conosciuta anche come terreno arato o aratro (in antico inglese plōgesland, "terra dell'aratro") nel Danelaw e di solito, ma non sempre, escludeva l'idoneità del terreno per le verdure invernali e l'opportunità di rimanere a riposo nella rotazione delle colture. 
Sebbene una carrucata possa essere considerata nominalmente come un'area di 120 acri (49 ettari) e possa essere utilmente equiparata a certe definizioni di hide (un'altra unità di misura della terra), i suoi mutamenti nel tempo e in base al suolo e alla fertilità rende la sua cifra effettiva estremamente variabile. Le carrucate del Danelaw erano suddivise in ottavi: oxgangs o bovates in base all'area che una coppia di buoi aggiogati poteva coltivare in un anno. Nel resto dell'Inghilterra, la terra veniva calcolata in hide in quattro yardlands, più tardi conosciute come virgates .

## Scozia
L'equivalente scozzese della carrucata era il ploughgate. Ancor più che in Inghilterra, la qualità variabile del terreno in Scozia portò all'uso di aratri di varie dimensioni, sebbene l'area fosse teoricamente intesa come 100 acri scozzesi. Come nel Danelaw, il ploughgate era suddiviso di solito in otto bovate.

## Galles
Il bestiame era una parte centrale delle leggi degli antichi Celti, nel Galles medievale. I buoi erano parte integrante del diritto gallese e un elemento importante delle valutazioni legali utilizzate per stabilire il valore della terra, la ricchezza dei possedimenti personali e ladeterminazione di compensi. Le carrucate si trovano in tutto il Cyfraith Hywel (Leggi di Hywel Dda).
Nel 1086, il Domesday Book registra una serie di voci per commotes in Galles. Questi commote (che erano passati sotto il possesso anglo-normanno, ma facevano ancora parte della legge e dei costumi gallesi) erano valutati per il servizio militare e la tassazione. Mentre gli obblighi relativi ai possedimenti inglesi erano espressi in hide, gli obblighi gallesi erano valutati in carrucate. Ciò era vero anche per Archenfield, nell'Herefordshire, il che potrebbe indicare che l'area manteneva i sistemi gallesi.